# Waalse Kerk (Rotterdam)
De Waalse Kerk met aangrenzende kosterswoning in Rotterdam is gelegen in het Centrum aan de Schiedamse Vest en is een rijksmonument, de kerk en de kosterswoning zijn in 1923-1925 gebouwd in een traditionalistische stijl, enigszins in de trant van Kropholler, naar ontwerp van J. Verheul Dzn. en J. van Wijngaarden.

## Geschiedenis
De kerk vervangt de oude zeventiende-eeuwse Waalse kerk aan het noordwest-einde van de Hoogstraat, waaruit het vrijwel originele Bätz-Witte orgel uit omstreeks 1865 is overgenomen. De nieuwe Waalse kerk was oorspronkelijk gesitueerd aan een restant van de oorspronkelijke westelijke stadsvest, die tijdens de Tweede Wereldoorlog werd gedempt. Het interieur is voorzien van smeedijzeren/bronzen lichtarmaturen, plafondlampen, gezangborden en elektrische kachels naar ontwerp van W.H. Gispen.

## Architectuur
Het eenvoudige kerkgebouw, een basiliek met lange zijbeuken en een houten kapconstructie, is boven een natuurstenen plint geheel opgetrokken in donkerrode baksteen met enige sierstenen, omlijstingen en beeldhouwwerk in natuursteen, afgedekt met een leien zadeldak met aan weerszijden twee kleine dakkapellen voorzien van overkragende zadeldaken. De kozijnen van vensters en deuren zijn van hout. De toren, met ingesnoerde naaldspits, risaleert iets in het midden van de zuidgevel aan de Pierre Baylestraat. In het risalerende deel bevindt zich op de begane grond een boogvormig ingangsportaal met onder een puntgeveltje een dubbele houten deur met gietijzeren kruisgeheng en een natuurstenen trap van drie treden. Boven in de punt van het entreeportaal is een natuurstenen reliëf met onder de vleugels van een duif de woorden "PAIX VOUS SOIT".
Daarboven achtereenvolgens drie gekoppelde rondboogvensters, een enkel rondboogvenster, drie stervormige wijzerplaten en geglazuurde tegels, waarboven aan alle zijden van de toren in de gevel telkens twee galmgaten zijn aangebracht. De achtkantige toren naaldspits is voorzien van vier dakkapellen en een sierlijk gesmede bekroning. In de zijbeuken van de voorgevel op de begane grond, aan weerszijden van het ingangsportaal, een enkel rondboogvenster en geheel links en rechts twee gekoppelde rondboogvensters. Aan de voorzijde ter hoogte van het middenschip aan weerszijden van de toren twee gekoppelde rondboogvensters. De zijgevels zijn zes traveeën breed. Per travee, in de zijbeuken en het schip, drie gekoppelde rondboogvensters met glas in lood. Direct grenzend aan de voorgevel bevinden zich in de zijbeuken de ingangsportalen, eveneens met rondboog in een puntgeveltje en een natuurstenen trap. Aan de noordzijde bevindt zich de aangebouwde kosterswoning. Deze is twee bouwlagen en een kapverdieping hoog en heeft een met leien bedekt zadeldak. Aan de oostzijde bevindt zich een lager bouwdeel van een bouwlaag en een kap met twee dakkapellen. Aan de westzijde bevinden zich op de begane grond drie rechthoekige kruisvensters, op de eerste verdieping twee kruisvensers en in de nok een vierledig strookvenster. De noordgevel heeft per verdieping een aantal onregelmatig rechthoekige kruisvensters. Het zadeldak heeft hier twee rechthoekige dakkapellen met daartussen een hoge schoorsteen. Aan de oostzijde bevindt zich een lagere aanbouw met een zondagschool van één verdieping en een kapverdieping. Deze aanbouw heeft aan de oostgevel drie rechthoekige kruisvensters en in het zadeldak drie dakkapellen. Tussen de kerk en de aanbouw bevindt zich een verhoogde ingang onder een luifel. Het interieur van kerk, consistoriekamer en zondagschool is nog in vrijwel oorspronkelijke staat. De driebeukige basiliek is afgedekt met een ziende houten kapconstructie, bestaande uit twee lagen trekbalken, waartussen halfronde spanten. De muurstijlen rusten op Majolicategels. De zijbeuken worden van het middenschip gescheiden door halfronde scheibogen steunend op natuurstenen zuilen. Aan de zuidzijde bevindt zich een houten tribune, aan de noordzijde een eenvoudige houten preekstoel. In de kerk zijn nog de originele houten banken aanwezig. Van bijzonder belang in het interieur zijn het Bätz-Witte orgel uit 1865, de (smeed)ijzeren/bronzen lichtarmaturen van W.H. Gispen en enkele glas-in-loodramen, gedateerd 1924 en afkomstig uit het atelier Van Geldermalsen en Van Kesteren.

## Waardering
De Waalse kerk met bijbehorende onderdelen is van algemeen belang wegens de architectuur- en cultuurhistorische waarde, alsook van belang binnen het oeuvre van architect Verheul en vanwege het vroege Gispen interieur. Tevens van belang wegens de markante stedenbouwkundige situering aan de Schiedamse Vest.

## Galerij

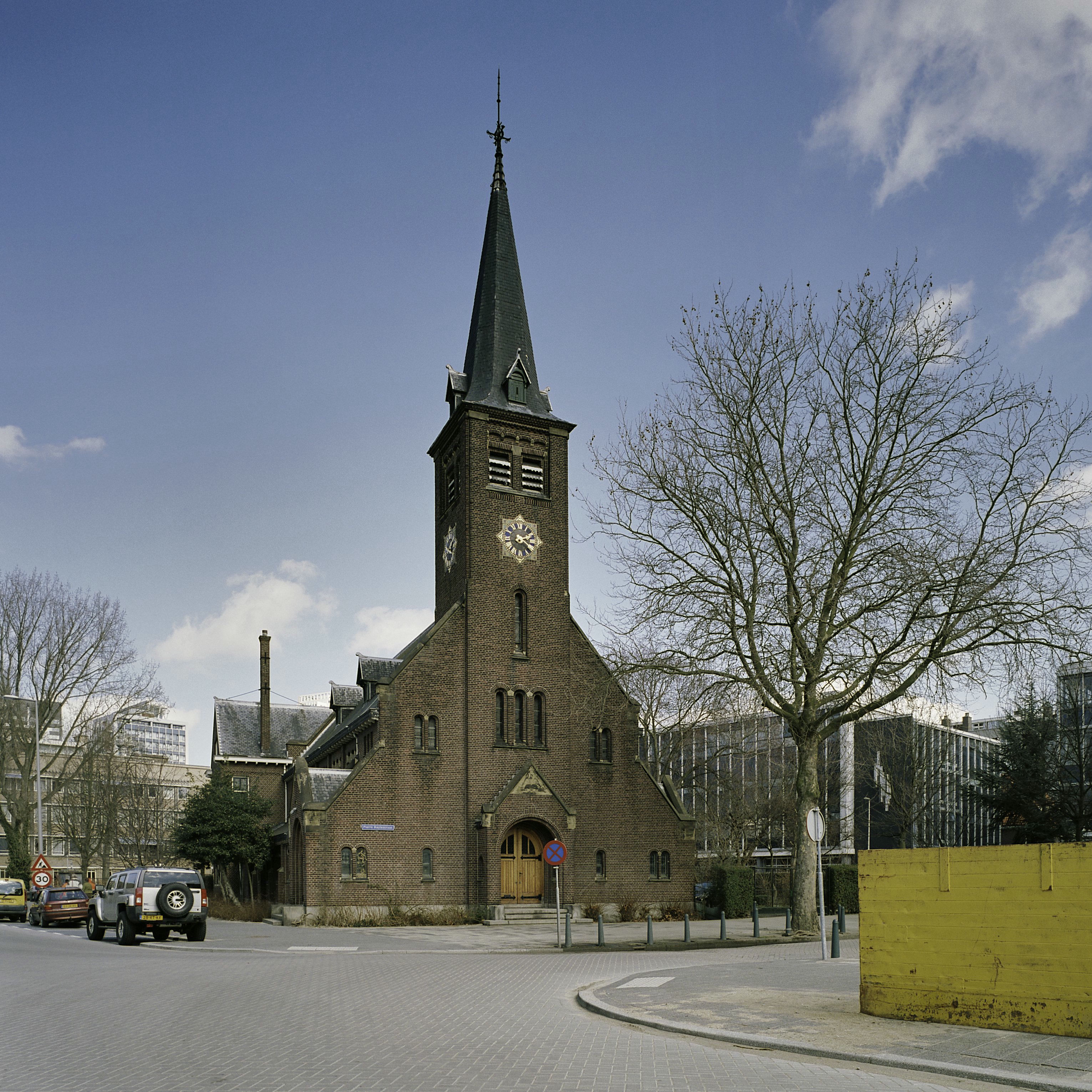
Overzicht van de westgevel met de kerktoren
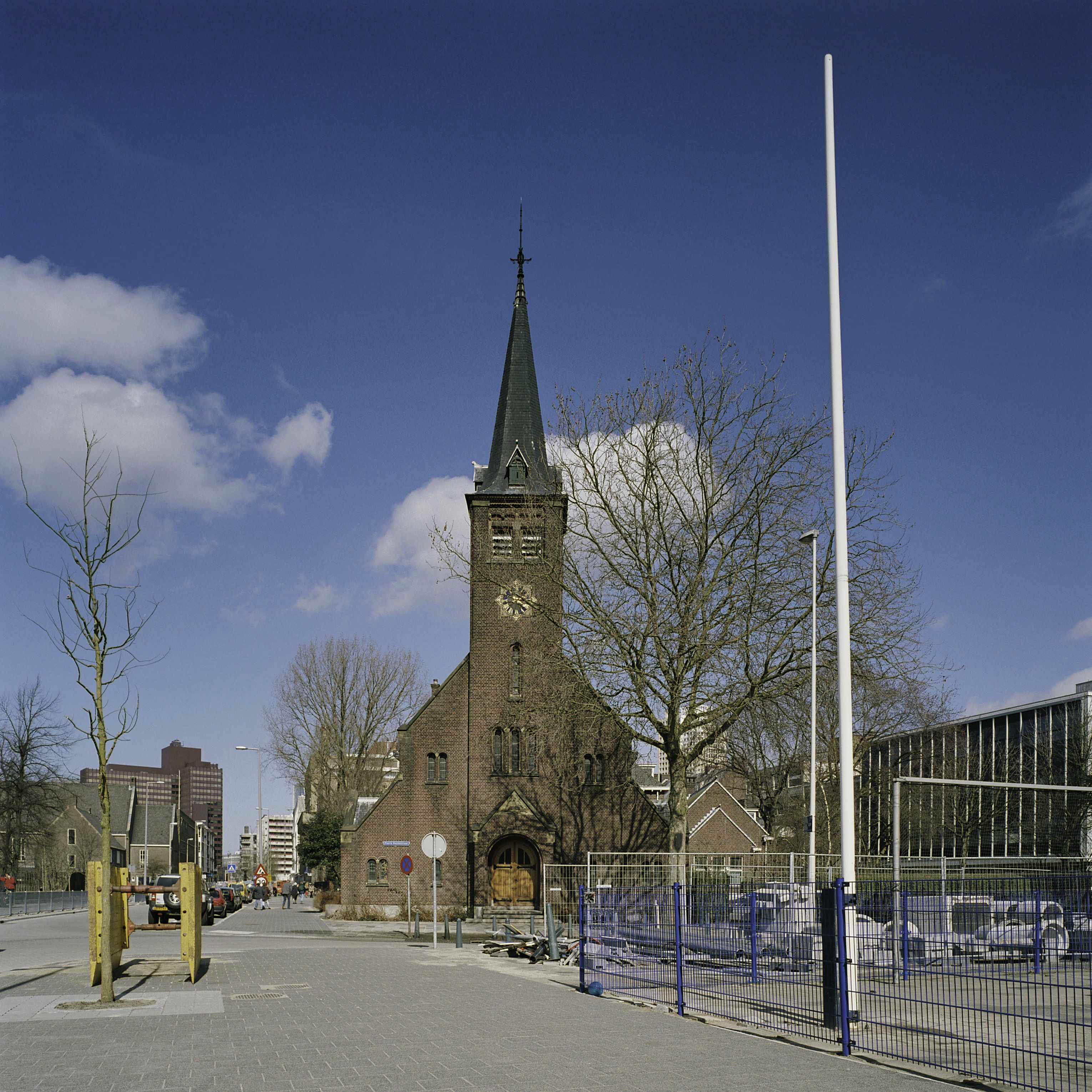
Overzicht van de westgevel met de kerktoren en de omgeving
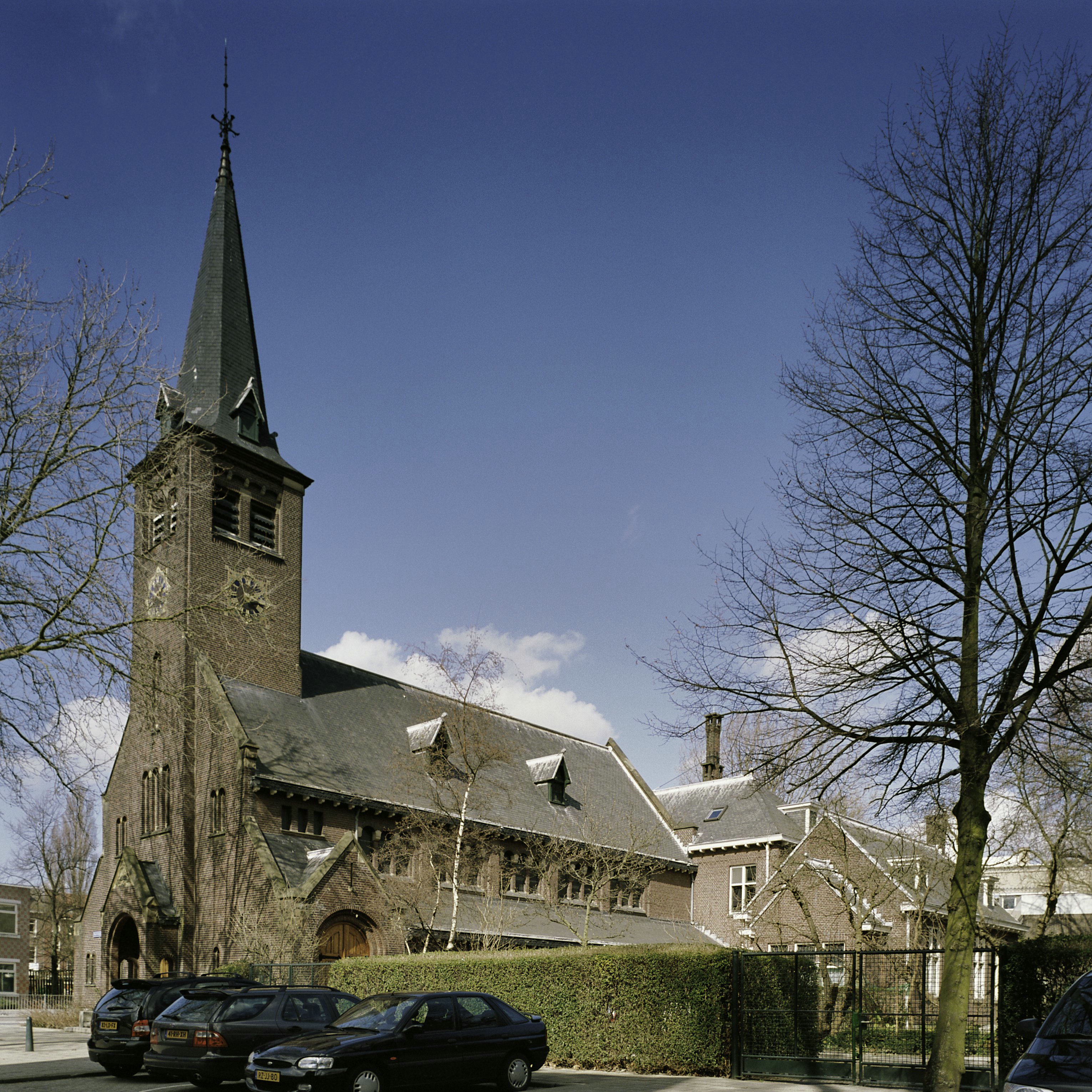
Overzicht van de zuidwestgevel met de kerktoren en met zicht op de er achtergelegen vergaderzaal en pastorie
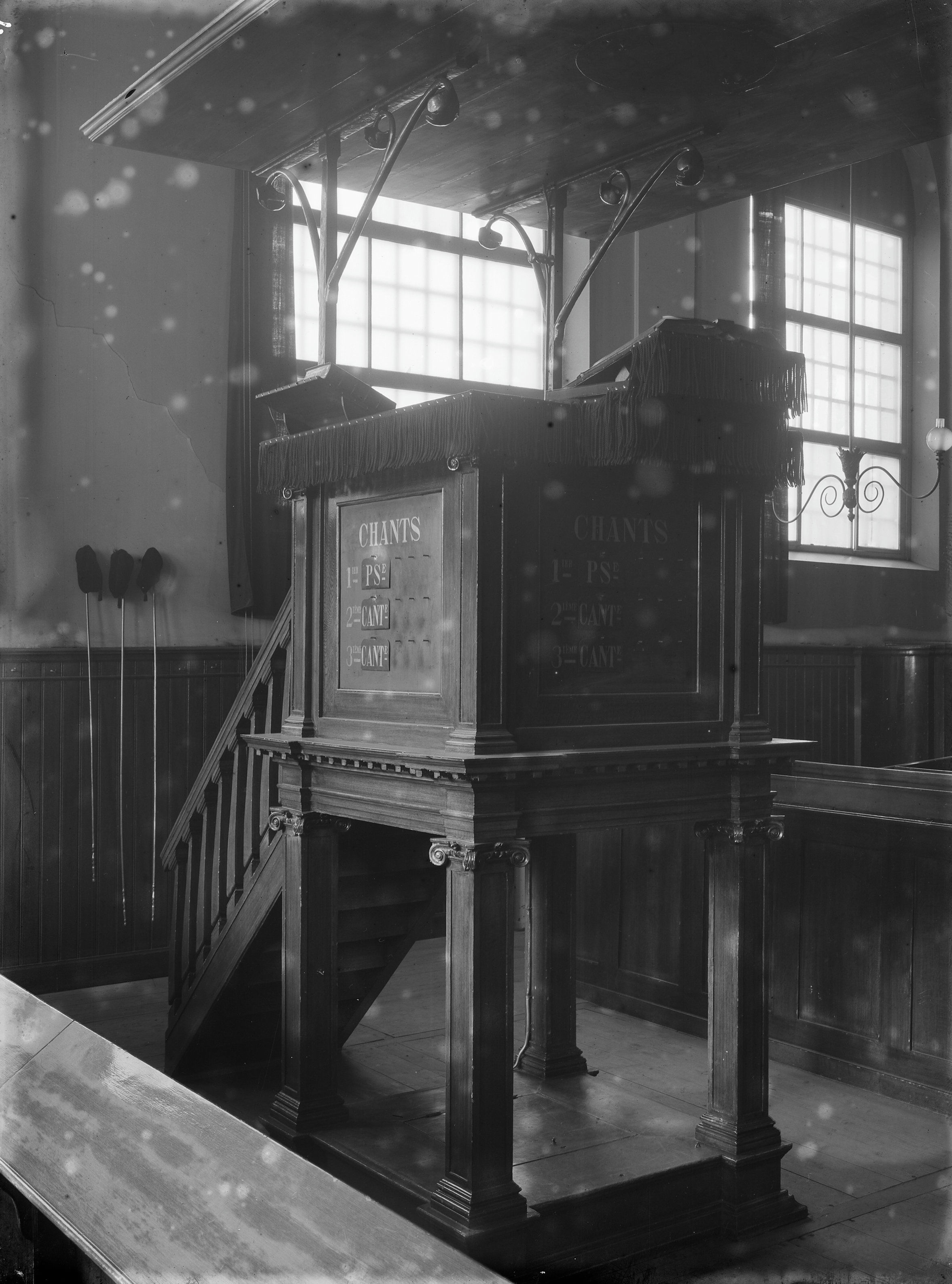
De Preekstoel
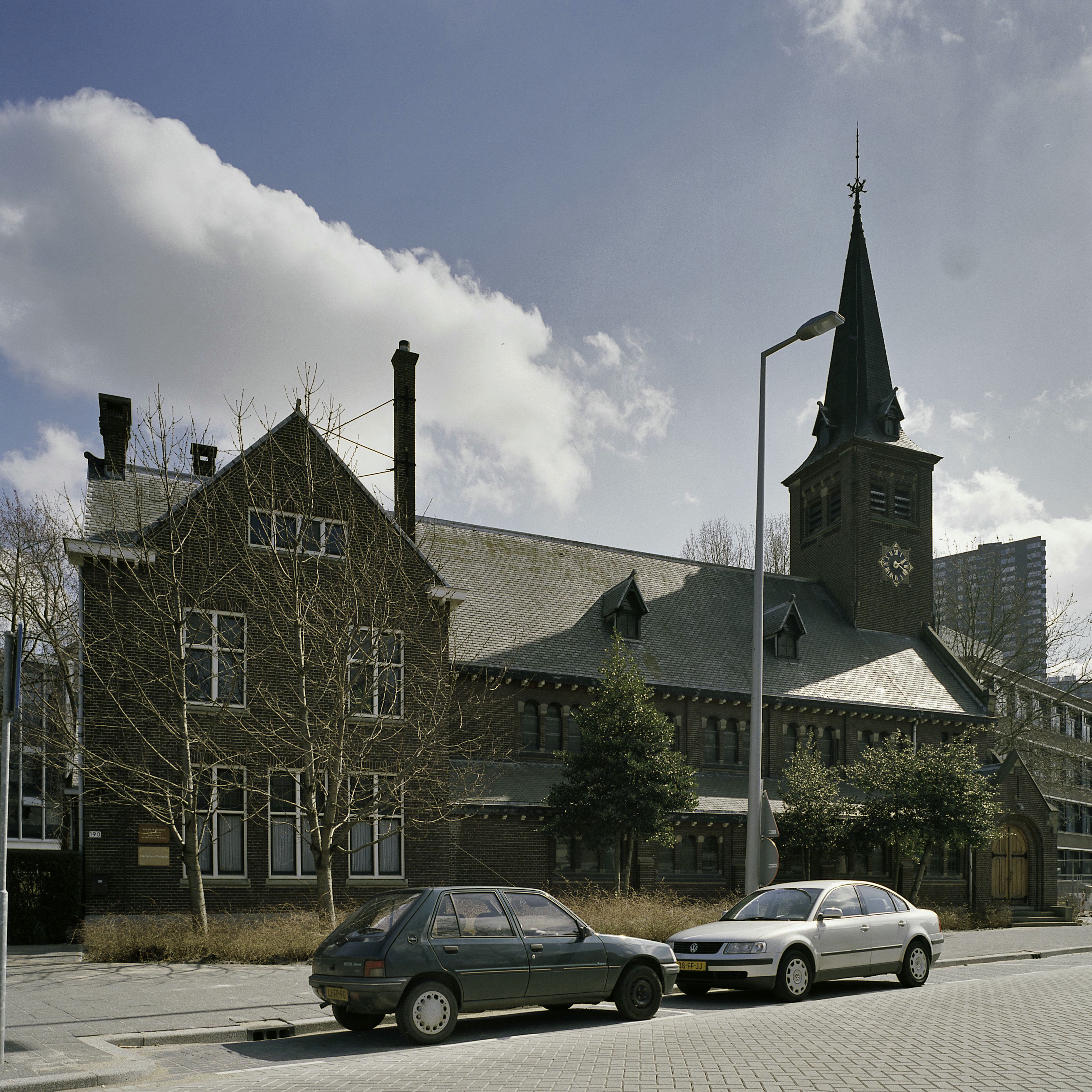
Zicht op de noordgevel, de kerktoren en een zijgevel van de pastorie
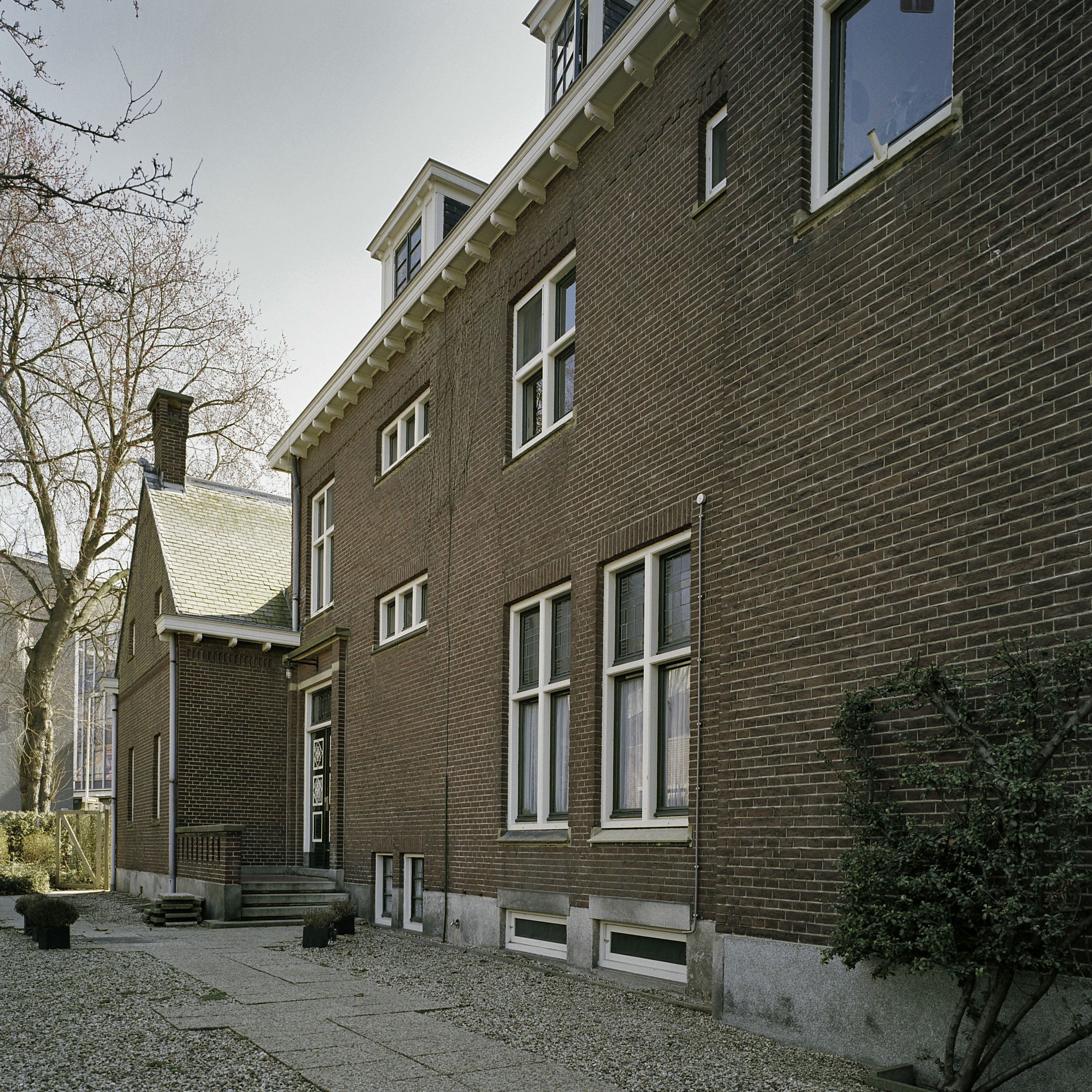
Zicht op de pastorie en de achtergelegen vergaderzaal